# Идеологическая эхо-камера Google
«Идеологическая эхо-камера Google»  (англ. Google's Ideological Echo Chamber) —  десятистраничный анонимный манифест с критикой политики корпорации Google, который распространялся среди сотрудников Google в июле 2017 года.  В нем говорилось, что проблема сексизма в индустрии IT преувеличена, разница в оплате труда между женщинами и мужчинами — это миф, зато между ними есть биологические различия, которые способны помешать женщинам делать карьеру в технологических компаниях и занимать в них руководящие должности. Название манифеста отсылает к понятию «эхо-камера», обозначающего ситуацию, когда определенные взгляды и убеждения закрепляются и усиливаются из-за того, что передаются в замкнутой системе, например в коллективе или субкультуре.
После внутреннего расследования в корпорации выяснилось, что автором манифеста был  28-летний инженер Джеймс Деймор (англ. James Damore). Директор Google Сундар Пичаи  заявил, что хотя  тему текста можно обсуждать, однако предположения о том, что некоторые из сотрудников «имеют черты, которые делают их менее подходящими для работы», являются  оскорбительными и противоречат ценностям компании. Вскоре в августе 2017 года Деймор был уволен за «нарушение корпоративной этики» компании и «увековечивание гендерных стереотипов».
Увольнение Джеймса Деймора вызвало значительную, однако неоднозначную общественную реакцию. В различных изданиях его образ колебался от сексиста до противоправно уволенного сотрудника. Среди поддержавших Деймора был основатель Wikileaks Джулиан Ассанж, который заявил, что его увольнение является цензурой, а «цензура — для неудачников».
В январе 2018 года Деймор и еще один бывший сотрудник Google Дэвид Гудман обратились в Верховный суд Санта-Клары в Калифорнии с иском к корпорации Google. Они обвинили компанию в дискриминации сотрудников по принципу цвета кожи и  политических убеждений. По мнению истцов, в корпорации  нарушались права белых мужчин консервативных взглядов. Они потребовали от Google прекратить ущемлять своих сотрудников, «в том числе тех, кто поддерживает президента США Дональда Трампа».